# Дочи, Пренг
Пренг Дочи (алб. Preng Doçi; итал. Primus Docci; 25 февраля 1846, Бульгер — 22 февраля 1917, Шкодер) — албанский политический и религиозный деятель, поэт. Он был основным автором албанского алфавита «Башкими».

## Биография
Пренг, сын Пренда и Мри Дочи родился 25 февраля 1946 года в районе Параспор деревни Бульгер, расположенной около Лежи и входившей тогда в Османскую империю. Ныне она является территорией Рубика, города в округе Мирдита. Он окончил среднюю школу в Шкодере, а в 1859 году поступил в недавно открытую Албанскую папскую семинарию (алб. Kolegjia Papnore Shqyptare). Затем Пренг Дочи учился в Риме, в Колледже пропаганды веры, где познакомился и стал близким другом Пренка Бибе Доды.
В 1871 году Дочи вернулся в регион Мирдита, где он служил священником в селениях Кортпуле, Орош и Каливаря (в окрестностях Спача). Он был одним из лидеров антиосманского восстания в Мирдите в 1876—1877 годах, возглавляемого Пренком Бибе Додой. Дочи ранее посетил Цетине, столицу княжества Черногория, с целью получения финансовой и военной помощи от черногорцев. Он вернулся из Цетине с обещанием черногорской помощи и в то же время, что было не менее важно, гарантией военного невмешательства. Восстание было подавлено османскими силами в марте 1877 года. Лежский епископ Франческо Мальчинский, австриец украинского происхождения, отстранил его от религиозной деятельности. Дочи укрылся в Вутае, расположенном в окрестностях Гусине. Позднее он был взят в плен и отправлен в Стамбул. При содействии армянского патриарха Стефана Азаряна он получил поддельное имя Пере Ачиле и был отправлен в Рим с условием не возвращаться в Албанию.
После нескольких месяцев пребывания в Антивари при содействии кардинала Джованни Симеони из Конгрегации пропаганды веры Пренга Дочи отправляли на западное побережье Америки, в Ньюфаундленд, Уэйн (штат Пенсильвания) и Нью-Брансуик, где он работал миссионером до 1881 года. После возвращения в Рим он был направлен в Индию в качестве секретаря апостольского делегата в Индии, кардинала Антонио Альярди. В 1888 году, после многих лет просьб и заступничества константинопольского патриарха, Дочи наконец получил разрешение от османских властей вернуться в Албанию. Он прибыл туда 6 ноября 1888 года и стал настоятелем монастыря в Мирдите. В январе следующего года он был назначен настоятелем новообразованного Территориального аббатства Святого Александра в Ороше. В 1890 году и позже в 1894 году несколько других регионов Лежы и епархии Сапы также попали под юрисдикцию его аббатства. Пренг Дочи скончался 22 февраля 1917 года.

## Политическая деятельность
Дочи вёл активную политическую деятельность. Он выступал за тесные отношения между албанцами и Австро-Венгрией для достижения албанского геополитического самоопределения, однако его политическое мышление было преимущественно направлено на албанские католические интересы и региональные проблемы. В 1897 году он отправился в Вену, чтобы предложить создание автономного католического княжества в северной Албании во главе с Мирдитой, которое по его замыслу должно было бы политически доминировать в рамках более широкой конфедерации албанских государств. Австро-Венгрия поддержала его предложение, однако сочла его реализацию невыполнимой и выступающей против албанцев-мусульман и Османской империи.
В 1889 году Дочи основал в Ороше одну из первых албанских школ.

## Литературная деятельность
В 1899 году Дочи основал «Общество за единство албанского языка» (алб. Shoqnia e bashkimit të gjuhës shqipe), обычно известное как «Союзное общество» (алб. Shoqnia Bashkimi) или просто «Союз» (алб. Bashkimi) Шкодера, созданное для публикации книг на албанском языке. Помимо него туда также входили Луидь Гуракучи, священники Ндоц Никай, Гергь Фишта, Доде Колеци, Пашк Барди, Лазер Мьеда и другие. Общество разработало «алфавит Башкими», который стал одним из трёх алфавитов, рассматриваемых при стандартизации албанского алфавита во время Конгресса в Манастире в 1908 году
. Дочи поддерживал использование алфавита Башкими и способствовал его распространению в католических албанских школах.
Дочи участвовал в деятельности газеты «Албанский флаг» (алб. Fiamuri Arbërit) арберешского учёного Иеронима де Рады. Он подписывал свои работы под псевдонимами «Primo Docci» или «Një djalë prej Shqypnije» (парень из Албании). После образования общества «Башкими» Дочи опубликовал множество работ, большинство анонимно. В своей речи на похоронах Дочи Гергь Фишта упомянул о том, что покойный создал 32 литературных произведения.